# Polnisches Militärordinariat
Das Polnische Militärordinariat ist das Militärordinariat Polens und zuständig für die Polnischen Streitkräfte.

## Geschichte
Das Polnische Militärordinariat betreut Angehörige der polnischen Streitkräfte katholischer Konfessionszugehörigkeit seelsorgerisch. Es wurde durch Papst Johannes Paul II. am 21. Januar 1991 errichtet. Nach gegenseitigem Beschluss zwischen dem Heiligen Stuhl und der Republik Polen befindet sich der Sitz des polnischen Militärordinariats in Warschau.
| Militärbischöfe in Polen |                     |     |                  |                 |
| Nr.                      | Name                | Amt | von              | bis             |
| 1                        | Sławoj Leszek Głódź |     | 21. Januar 1991  | 26. August 2004 |
| 2                        | Tadeusz Płoski      |     | 16. Oktober 2004 | 10. April 2010  |
| 3                        | Józef Guzdek        |     | 4. Dezember 2010 | 16. Juli 2021   |
| 4                        | Wiesław Lechowicz   |     | 15. Januar 2022  |                 |